# Конрад Сак
Конрад Сак (нем. Konrad Sack, лат. Conradus Saccus, в употреблении также рус. Конрад Зак) — ландмейстер Тевтонского ордена в Пруссии в 1302—1306 годах. Занимал множество руководящих должностей в ордене: был комтуром Хелминской земли (1296—1298), комтур Христбурга (в 1289 и в 1296), комтур Голюба в 1305 и Торуня в 1301—1302 годах.
За время нахождения в Голлубе явился инициатором строительства орденского замка. Возведение орденского замка начато было со строительства окружных стен из кирпича, спроектированного на плане прямоугольника и усиленного контрфорсами по углам и посредине обеих крыльев. Первая фаза строительства окончилась в 1306 году, когда Конрад был уже ландмейстером Пруссии. В том же году в замке у фон Сака гостил добжыньский князь Земовит.